# Сайтаково
Сайта́ково (баш. Һәйтәк) — деревня в Учалинском районе Башкортостана, входит в состав Учалинского сельсовета.

## Географическое положение
Расстояние до:
- районного центра (Учалы): 17 км,
- центра сельсовета (Учалы): 9 км,
- ближайшей железнодорожной станции (Учалы): 10 км.

## Население
| 2002 | 2009 | 2010 |
| ---- | ---- | ---- |
| 338  | ↗378 | ↘351 |

## Известные жители
- Шагиев, Муждаба Гареевич (1907—1985) — советский военнослужащий, макизар, участник Движения Сопротивления во Франции.